# جيمس واط
جيمس واط (بالإنكليزية: James Watt) هو مخترع اسكتلندي ومهندس ميكانيكي وعالم كيمياء. ولد في عام 1736 وتوفي في عام 1819. أدخل تحسينات على محرك نيوكومن الجوي والتي كان قد اخترعها توماس نيوكمان عام 1712.
تلقى واط تدريبه عن صانع للأدوات في لندن، ثم عاد إلى غلاسكو ليعمل في مهنته. وقد كان واط على علاقة صداقة قوية مع الفيزيائي جوزيف بلاك مكتشف الحرارة الكامنة، وكان لهذه الصداقة الأثر الهام في توجيه واط إلى الاهتمام بالطاقة التي يمكن الاستفادة منها من البخار كقوة محركة وقد أجرى عدة تجارب للاستفادة من ضغط البخار.
ثم وقع في يده محرك بخاري من طراز نيوكومن فاخترع له مكثفا وأجرى عليه بعض التعديلات والتحسينات مثل المضخة الهوائية وغلاف لاسطوانة البخار ومؤشر للبخار مما جعل المحرك البخاري آلة تجارية ناجحة وذلك عام 1769.
و قد حصل واط على عدد من براءات الاختراع منها الحركة المعروفة بترس الشمس والكوكب و قاعدة التمدد و المحرك المزدوج و الحركة المتوازية وجميع هذه الاختراعات تدخل ضمن المحركات البخارية . وقد أدعى وات اكتشاف أن تفاعل الهيدروجين مع الأوكسجين ينتج الماء قبل كافندش أو في نفس الوقت . وقد سميت وحدة القدرة باسم واط تخليدا له.
وقد ادخل جيمس واط القوة البخارية على المضخة الكابسة التي اخترعها نيوكومن أسس وات بالاشتراك مع بولتون شركة هندسية هي شركة سوهو للأعمال الهندسية وقد أدخل الشريكان مصطلح وحدة القدرة الحصانية H.P)Horse Power) حيث كيلو واط1H.P = 0.746.

## نشأته وتعليمه
ولد في غرينوك من أب كان يعمل في التجارة دون أن يحقق نجاحا.
ولد جيمس واط في 19 يناير 1736 في غرينوك، رينفروشاير. وهو أكبر أطفال أغنيس مويرهيد (1703–1755) وجيمس واط (1698-1782) الخمسة، المتبقين على قيد الحياة. تنتمي والدته إلى عائلة عريقة، وهي امرأة متعلمة، وقيل إنها ذات طابع قوي، بينما كان والده صانع سفن ومقاولًا، وكان رئيسًا لشركة غرينوك في عام 1751. كان والدا واط مسيحيين، ويتبعان النظام المشيخي والعهدي. على الرغم من تلقي واط التعاليم الدينية المسيحية أثناء طفولته، أصبح ربوبيًا فيما بعد. كان جد واط، توماس واط (1642-1734)، مدرس رياضيات وإحصاء ومساحة، وموظفًا مدنيًا يعمل لصالح البارون كارسبورن.
في البداية، تلقى واط تعليمه في المنزل بمساعدة والدته، والتحق بعد ذلك بمدرسة غرينوك النحوية. هناك، أظهر استعدادًا لدراسته الرياضيات بشغف، ولم تكن اللغة اللاتينية أواليونانية من ضمن اهتماماته. ويقال، إنه عانى في طفولته من نوبات طويلة من المرض، ومنها الصداع المتكرر، الذي استمر طوال حياته. بعد تركه المدرسة، عمل واط في ورش أعمال والده، مبرهنًا براعته ومهارته في ابتكار النماذج الهندسية. بعد أن عانى والده من عدم نجاح بعض مشاريعه التجارية، غادر واط غرينوك للبحث عن عمل في جلاسجو، ليصبح لاحقًا صانعًا لأجهزة القياس الفيزيائية.

## سيرته الشخصية

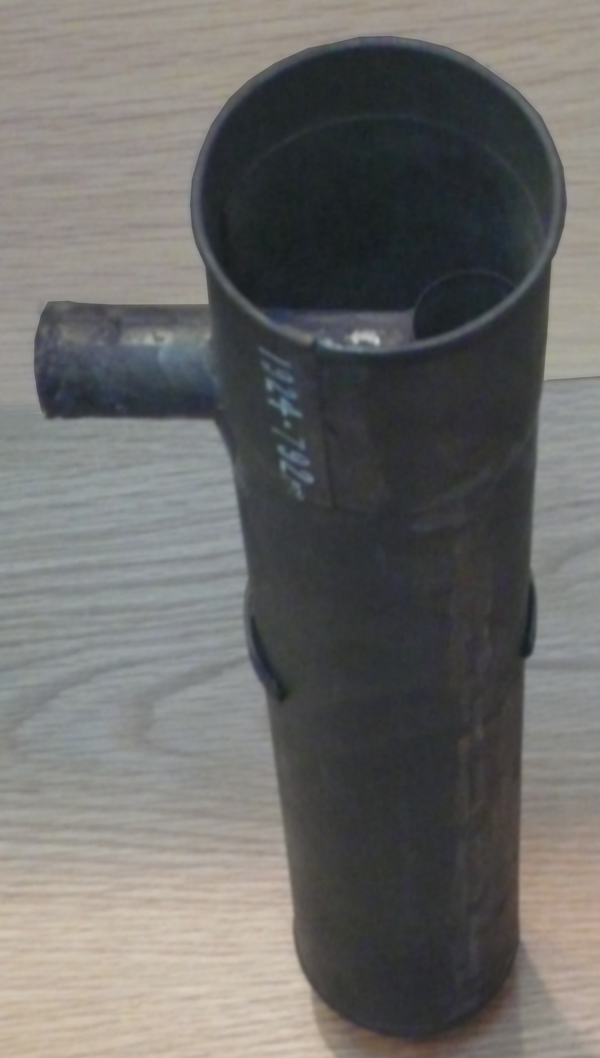
منظر أمامي علوي لأول مكثف وات والذي أدى إلى تحسين محركات بخار بولتون ووات بالمقارنة مع محركات معاصريها.

توفيت والدته عند بلوغه 18 عامًا، وبدأت صحة والده في التعكر. سافر واط إلى لندن وتمكن من الحصول على فترة تدريب لوظيفة مُصنع للآلات لمدة عام (1755/1756)، ثم عاد إلى اسكتلندا، واستقر في مدينة جلاسجو التجارية الكبرى، عازمًا على إنشاء عمل تجاري خاص به، يتعلق بصناعة الآلات وأجهزة القياس. كان صغيرًا للغاية، ولم يكن قد تدرب تدريبًا مهنيًا كاملًا، ولم يمتلك علاقات وروابط -التي في العادة ما تُمتلك بمعرفة مُتخصص سابق- لتأسيس نفسه وليكون صانع آلات وأجهزة قياس مُحترف. أُنقذ واط من هذا المأزق عند وصول الأدوات الفلكية التي ورثها ألكسندر ماكفارلين، من جامايكا إلى جامعة جلاسجو، وتطلبت تلك الأدوات تعديلات من الخبراء. كوفئ واط عند تصليحه الآلات وإعادتها للعمل بشكل طبيعي.
رُكبت هذه الأدوات في نهاية المطاف في مرصد ماكفارلين. بعد ذلك، عرض عليه ثلاثة أساتذة، الفرصة لإقامة ورشة عمل صغيرة داخل الجامعة. أُطلقت الورشة في عام 1757، وأصبح اثنان من الأساتذة، الفيزيائي والكيميائي جوزيف بلاك، وكذلك آدم سميث الشهير، أصدقاءً لواط. عمل في البداية على صيانة وإصلاح الأدوات العلمية المستخدمة في الجامعة، والمساعدة في الشرح، وتوسيع إنتاج الربع (الأسطرلاب). صنع وأصلح نحاسًا عاكسًا ومساطر متوازية وموازين وأجزاء تلسكوبات وبارومترات، وأشياء أخرى عديدة. قيل في بعض الأحيان «كذبًا»، أنه صارع من أجل تأسيس نفسه في جلاسجو، وذلك بسبب معارضة التجار له، ونفى المؤرخ لامسدان هذه الإشاعة تمامًا. فُقدت سجلات هذه الفترة، لكنه كان من المعروف، أن واط، كان قادرًا على العمل والمُتاجرة بشكل طبيعي تمامًا، مثل أمهر عاملي المعادن، لذا، من المؤكد رضاء واقتناع شركة هامارمن بقدراته نظرًا لقبولها له ليكون عضوًا رسميًا. من المعروف أيضًا، أن العديد من العمال الأخرين في مجال تجارة المعادن لوحقوا في القرن التاسع عشر بتهمة العمل دون الانخراط في النقابة، لذلك من المؤكد أن القواعد طُبقت عندما كان واط يُتاجر بحرية في جميع أنحاء المدينة.
أسس واط في عام 1795، شراكة مع المهندس المعماري ورجل الأعمال جون كريج، لتصنيع وبيع مجموعة من المنتجات، بما في ذلك الآلات الموسيقية والألعاب. استمرت هذه الشراكة لمدة ست سنوات، ووظفت ما يصل إلى ستة عشر عاملًا. توفي كريج في عام 1765. تولى في النهاية الموظف أليكس غاردنر، إدارة أعمال الشركة، والتي استمرت حتى القرن العشرين. تزوج واط في عام 1764، من ابنة عمه مارغريت (بيجي) ميلر، وأنجبا خمسة أطفال، عاش منهما اثنان فقط حتى سن البلوغ: جيمس الأصغر (1769-1848) ومارغريت (1767-1796). توفيت زوجته أثناء الولادة في عام 1772. تزوج مرة أخرى في عام 1777، من آن ماكجريجور، ابنة أشهر صانع صباغ في جلاسجو، وأنجبا طفلين: غريغوري (1777–1804)، الذي أصبح عالم جيولوجيا وعالم معادن، وجانيت (1779-1794). توفيت زوجته آن في عام 1832. عاش واط في ريجنت، برمنغهام، في الفترة الزمنية التي استمرت من 1777 إلى 1790.

## الدراسات العلمية والاختراعات

### واط والغلاية
توجد قصة شائعة مفادها أن مصدر إلهام واط لابتكار محرك البخار هو رؤيته لعملية غليان الغلاية، وبالتحديد عندما دفع البخار الغطاء إلى الأعلى، ما أظهر قوة البخار. رُويت هذه القصة في أشكال كثيرة. قيل في بعض القصص أن واط كان شابًا صغيرًا عند تفطنه لقوة البخار، وقيل في قصص أخرى أنه كان كبيرًا في السن، وذُكرت الغلاية أحيانًا على أنها لوالدته، وأحيانًا أخرى لخالته. لم يخترع جيمس واط المحرك البخاري كما تدل القصة، لكنه حسن من كفاءة محرك نيوكومين تحسينًا كبيرًا، من خلال إضافة مكثف منفصل. من الصعب شرح ذلك لشخص غير مطلع على مفاهيم الحرارة والكفاءة الحرارية. من المتوقع أن قصة واط والغلاية أُلفت من قبل ابن واط، جيمس واط الأصغر، وتستمر هذه القصة في التنقل بين الأفراد نظرًا لسهولة فهمها وتذكرها من قبل الأطفال. على ضوء ذلك، يمكن اعتبار القصة مقاربة لقصة إسحق نيوتن وسقوط التفاحة واكتشافه للجاذبية. على الرغم من أنه غالبًا ما تُرفض الخرافات في المجال العلمي، فإن قصة جيمس واط والغلاية، مثل معظم القصص الجيدة، لها أساس في الواقع. في محاولة لفهم الديناميكا الحرارية للحرارة والبخار، أجرى جيمس واط العديد من التجارب المختبرية وسجلت مذكراته، أنه استخدم الغلاية لتوليد البخار.

### تجاربه الأولى باستخدام البخار
لفت جون روبسون انتباه صديقه واط في عام 1759، لاستخدام البخار ليكون مصدرًا للقوة الدافعة. لم يتغير تصميم محرّك نيوكومين البخاري، المُستخدم منذ حوالي 50 عامًا لضخ المياه من المناجم، منذ استعماله لأول مرة. بدأ واط في استعمال البخار في تجاربه، رغم أنه لم ير محركًا يعمل بالبخار في السابق. حاول بناء نموذج، لكن النموذج لم يحقق نتائج مرضية. واصل واط تجاربه وقرأ كل ما وجده متعلقًا بهذا الموضوع. أدرك بعد ذلك أهمية الحرارة الكامنة - الطاقة الحرارية المنبعثة أو الممتصة خلال عملية ذات درجة حرارة ثابتة في فهم المحرك الذي اكتشفه صديقه جوزيف بلاك قبل بضع سنوات. طُلب من واط في عام 1763، إصلاح محرك نيوكومين النموذجي التابع للجامعة. بالكاد عمل المحرك حتى بعد صيانته. بعد الكثير من التجارب، أثبت واط ان نحو ثلاثة أرباع الطاقة الحرارية للبخار، تُستخدم في تسخين أسطوانة المحرك في كل دورة. أُهدرت هذه الطاقة، وذلك لحقن الماء البارد في الاسطوانة في وقت لاحق لتكثيف البخار وتقليل الضغط. وبالتالي أهدر المحرك معظم طاقته الحرارية بدلًا من تحويلها إلى طاقة ميكانيكية، عن طريق تسخين وتبريد الأسطوانة بشكل متكرر.
تفطن واط في مايو 1765 إلى فكرة حاسمة، وهي تكثيف البخار في غرفة منفصلة بصرف النظر عن المكبس، والحفاظ على درجة حرارة الاسطوانة عند نفس درجة حرارة البخار المحقون من خلال تطويقه «بغطاء للبخار». وبالتالي ستمتص الاسطوانة كمية قليلة جدًا من الطاقة في كل دورة، ما يجعلها جاهزة للعمل بشكل أكبر ومفيد أكثر. كان لواط نموذج يعمل بشكل جيد في وقت لاحق من نفس العام. على الرغم من احتمالية عمل التصميم بشكل ممتاز، كانت هناك صعوبات كبيرة في بناء محرك شامل. لتحقيق ذلك، تطلب العمل المزيد من رؤوس الأموال، وجاء بعض المال من «جوزيف بلاك». يعود مصدر الدعم الأساسي، لجون روبوك، مؤسس شركة كارون للحديد المشهورة، الموجودة بالقرب من مدينة فالكيرك، والذي أسس معه واط شراكة.

### التجارب الكيميائية
منذ سن مبكرة، كان وات مهتمًا جدًا بالكيمياء. في أواخر عام 1786، أثناء وجوده في باريس، شهد تجربة أجراها كلود لويس بيرثوليت حيث تفاعل حمض الهيدروكلوريك مع ثاني أكسيد المنغنيز لإنتاج الكلور. وكان قد وجد بالفعل أن المحلول المائي للكلور يمكن أن يبيض المنسوجات، ونشر نتائجه التي أثارت اهتمامًا كبيرًا بين العديد من المنافسين المحتملين. وعندما عاد وات إلى بريطانيا، بدأ بإجراء تجارب على هذا النحو على أمل العثور على عملية قابلة للتطبيق تجارياً. اكتشف أن خليطًا من الملح وثاني أكسيد المنغنيز وحمض الكبريتيك يمكن أن ينتج الكلور، وهو ما اعتقد وات أنه قد يكون طريقة أرخص. قام بتمرير الكلور إلى محلول ضعيف من القلويات وحصل على محلول عكر يبدو أنه يتمتع بخصائص تبييض جيدة. وسرعان ما أبلغ هذه النتائج إلى جيمس ماكجريجور، والد زوجته، الذي كان يعمل في مدرجات غلاسكو. بخلاف ذلك، حاول إبقاء طريقته سرية.
وبالتعاون مع ماكجريجور وزوجته آني، بدأ في توسيع نطاق العملية، وفي مارس 1788، تمكن ماكجريجور من تبييض 1,500 يارد (1,400 متر) من القماش على النحو الذي يرضيه. وفي هذا الوقت تقريبًا، اكتشف بيرثوليت عملية تحضير الملح وحمض الكبريتيك، ونشرها، فأصبحت معروفة للعامة. وبدأ كثيرون آخرون في تجربة تحسين العملية، التي كانت لا تزال تعاني من العديد من العيوب، وأهمها مشكلة نقل المنتج السائل. وسرعان ما تفوق منافسو وات عليه في تطوير العملية، فانسحب من السباق. ولم يصبح هذا المنتج ناجحاً تجارياً إلا في عام 1799، عندما حصل تشارلز تينانت على براءة اختراع لعملية إنتاج مسحوق التبييض الصلب ( هيبوكلوريت الكالسيوم ).
بحلول عام 1794، تم اختيار وات من قبل توماس بيدوس لتصنيع أجهزة لإنتاج وتنظيف وتخزين الغازات لاستخدامها في المعهد الهوائي الجديد في هوتويلز في بريستول. واصل وات إجراء التجارب على الغازات المختلفة، ولكن بحلول عام 1797، وصلت الاستخدامات الطبية لـ " الهواءات المصطنعة " (الغازات الاصطناعية) إلى طريق مسدود.